# Drie meisjes en een Lord
Drie meisjes en een Lord (1952) is het tweede boek uit de Wanda Moens-serie van Sylvia Sillevis, een pseudoniem van Willem van den Hout, die het bekendst is als Willy van der Heide van de Bob Evers-serie. Het avontuur speelt zich in enkele dagen in juli-augustus af in een kasteel even buiten Londen.

## Personages
- De Drie Meisjes: Wanda Moens, Thea Mondriaan en Pop Pluvier
- Lord Birkenfoote, 64-jarige krantenmagnaat die precies weet wat gaat scoren bij het grote publiek
- George Howard Birkenfoote, 23-jarige zoon van Lord Birkenfoote, onderdirecteur en mede-eigenaar van een Engels-Canadese uitgeverij te Toronto
- Kiddy Birkenfoote, 19-jarige dochter van lord Birkenfoote
- Heinrich Potz, door de Lord ingehuurde wichelroedeloper
- Blowbeer, de butler van de Lord
- Frank, dove tuinman
- Francis Sinclair
- Lord Lauderdale McLeod
- Dumdum en Dotty Oberon, zoon en dochter van de oprichter van de Butlin Holiday Camps

## Inhoud
Hoofdstuk 1. Per KLM landen de drie vriendinnen in Londen, waar ze de taxi nemen naar het Hyde Park Hotel, dat zich op steenworp afstand blijkt te bevinden vanwaar ze de taxi namen.

Hoofdstuk 2. In het hotel overleg met Howard, wiens zuster net onverwacht uit Amerika is teruggekeerd. De zaak wordt zo voorgesteld dat Wanda een nichtje van de familie is, zodat zij boven het personeel staat. Howard zelf moet voor zaken naar Canada.

Hoofdstuk 3. Aankomst bij het kasteel.

Hoofdstuk 4. Met een geweer in de hand maakt Kiddy kennis met de drie. Door het kasteel gaat een sirene van de luchtbescherming, die de Lord bij wijze van bel in gebruik heeft teneinde overal in het gebouw gehoord te worden. De kop van een boor is gebroken, zodat Wanda en Kiddy naar het dorp in de buurt gaan om een nieuwe.

Hoofdstuk 5. Kiddy heeft direct na haar moeders dood haar beschermde kostschoolleven vaarwel gezegd en heeft net drie maanden in Amerika verbleven. Onderweg onthult ze aan Wanda het vermoeden dat haar broer de meisjes heimelijk heeft gehaald om een oogje op haar te houden in plaats van op haar vader. Om kwart over tien komen ze aan met de nieuwe boortjes.

Hoofdstuk 6. Blowbeer wijst de drie hun riante en opmerkelijk modern ingerichte verblijven: de kamer van Thea is geheel uitgevoerd in zwart en babyblauw, die van Pop in roestrood en bleek appelgroen, en die van Wanda in crêmewit met karmijn. Delen moeten ze een grote zitkamer en een badkamer met een spiegel die een hele wand beslaat. Dan moet de butler weer aan de sirene gehoorzamen. Binnen komt nu Heinrich Potz, de Duitse wichelroedeloper die de Lord in dienst heeft genomen. Hij waarschuwt voor aardstralen die precies door de bedden zouden lopen, maar dan gaat de huistelefoon en meldt Blowbeer dat Potz bij de Lord wordt verwacht.

Hoofdstuk 7. Om de grillen van Lord Birkenfoote steeds snel op te vangen, besluit Wanda wachtrondes in te stellen en neemt zelf de eerste voor haar rekening, van middernacht tot acht uur. Iets na middernacht belt de Lord, die met Potz iets aan het knutselen is, dat er plaatijzer uit de garage en verse koffie uit de keuken moet komen. De garage ligt een paar honderd meter van het kasteel. Wanda merkt daar een indringer op, die weet te ontvluchten ondanks dat Kiddy Wanda met de honden assisteert.

Hoofdstuk 8. Als Wanda het plaatijzer brengt, heeft de Lord het al niet meer nodig. Wanda en Kiddy praten wat in de keuken.

Hoofdstuk 9. Het gesprek gaat over de liefde en over het risico dat Kiddy enkel mannen tegenkomt die het om haar fortuin te doen is. Op haar 23e erft ze driehonderdduizend pond sterling, zo'n 3 miljoen gulden. Kiddy is verliefd op de 26-jarige Francis. Nu ontstaat een plan om Francis op de proef te stellen met Pop als verleidster. Wanda doet het tegenover Kiddy voorkomen alsof Pop schatrijk is.

Hoofdstuk 10. Om half acht 's ochtends stapt Pop onder de douche met de radio keihard aan, tot ergernis van Thea. Thea neemt de radio in beslag, waarop Pop de stunt uithaalt de sirene van de Lord te halen en in de badkamer op te stellen. Als Thea niet ingaat op het ultimatum van tien tellen en de radio niet terugbrengt, slingert Pop het luchtalarmsignaal aan. Het gevolg is een spectaculaire ravage: de spiegel in de badkamer springt en Pop raakt een snee op van een glassplinter. Als de deur naar de kamer van Thea opengaat, springt ook de spiegel in haar linnenkast. De sirene kan niet worden afgezet, het freewheel moet vanzelf zijn vaart uitlopen. Dan knapt ook nog een raam, dat wel in de sponning blijft zitten. Wanda komt op het geraas af en staat sprakeloos. De butler vertrekt geen spier en zal voor nieuw spiegelwerk zorgen. Als de schrik voorbij is krijgen de drie een lachstuip: '"Als je haar bij luchtalarm die sirene laat draaien dan ligt de halve stad in puin vóór er een bom gevallen is."' Wanda instrueert Pop en Thea even mee te spelen dat Pop heel rijk is.

Hoofdstuk 11. Erop gebrand wat goed te maken, gaat Pop op de Lord af als de bel gaat, dit tot ongenoegen van zowel Blowbeer als de Lord zelf. Als ze de wichelroede oppakt, blijkt zij gevoelig voor roedelopen en neemt de Lord haar in beslag. Gevolg: Thea en Wanda moeten de wacht tussen hen beiden verdelen. Wanner Pop vrij is, overlegt Wanda met haar omtrent het uittesten van Francis, want Kiddy moet niet de indruk krijgen dat Pop echt probeert hem te versieren.

Hoofdstuk 12. De blonde Thea ontdekt in een van de twee biljartzalen een collectie pinballmachines (waarvoor destijds kennelijk nog niet het Nederlandse woord flipperkast was uitgevonden) en terwijl zij zich daarop uitleeft, komt Potz haar de liefde verklaren. Later meldt ze dit aan Wanda en gaat dan naar bed.

Hoofdstuk 13. De volgende dag blijkt dat de door Pop aangewezen aardstralen nergens overeenkomen met het patroon dat Potz had ontdekt. De Lord is geneigd de banen van Pop voor waar aan te nemen, daar zij geen belang heeft bij bedrog. Potz is hierover ontstemd. Dan arriveert een Buick met drie meisjes en een jongen: de lange donkere Francis Sinclair, de dikke Dumdum Oberon en diens even dikke zuster Dotty, wier vader oprichter is van de Butlin Holiday Camps, en de snordragende Lord Lauderdale McLeod. Samen met Kiddy en Wanda gaat dit gezelschap theedrinken op het imposante waterterras. Als Pop erbij komt, lijkt Francis meteen belangstelling voor haar op te vatten.

Hoofdstuk 14. Tijdens het diner wordt over vakanties gesproken: Dumdum meent dat het kasteel uiterst geschikt zou zijn om er een vakantiehotel van te maken. Als Wanda de wachtbeurt heeft, komt Blowbeer haar vertellen zich zorgen te maken om his Lordship. Naar zijn overtuiging zou die veel beter weer een krant kunnen gaan bestieren dan doelloos in het kasteel te verblijven; dat zou hem minder grillig en ongedurig maken. Plots gaan de lichten uit. Iemand heeft de hoofdschakelaar omgedraaid, constateert de butler, maar dat kan niemand van het gezelschap zijn geweest. In het donker heeft Pop nogmaals een spiegel weten te breken. Kiddy lijkt waarachtig jaloers op het koppel Pop/Francis en Wanda meent dat Thea wat in Lauderdale ziet.

Hoofdstuk 15. De volgende ochtend tegen tienen deelt Blowbeer mee dat het tafelzilver wordt vermist. Aangezien de oude Lord zelf mee ontbijt, hoeft er even geen wacht te worden gehouden. De beledigde Potz weigert mee te eten en zal volgende week vertrekken. Raadsel: waarom is het tafelzilver wel meegenomen terwijl veel waardevoller spullen gewoon zijn blijven staan? De Lord amuseert zich met het gezelschap, vooral de geestige en vrijpostige Lauderdale. Maar hij moet naar Londen en laat zich door Francis chaufferen in een Rolls Royce Phantom.

Hoofdstuk 16. Na het ontbijt wijdt ieder zich aan eigen bezigheden. Dumdum en Lauderdale maken een wandeling en bespreken de geschiktheid van het kasteel om als vakantiekamp te dienen.

Hoofdstuk 17. De afwezigheid van Lord Birkenfooteb brengt enige ontspanning teweg. De politie komt iedereen ondervragen omtrent de zaak van het gestolen tafelzilver. Potz heeft een alibi: in de korte tijd dat het ligt was uitgevallen, zag hij Pop een harnas de hand schudden. Pop bevestigt dit. Het testen van Francis dreigt te mislukken omdat Kiddy - al dan niet om hem te prikkelen - met Lauderdale aanpapt. Bovendien zijn Francis' acties vanuit meerdere motivaties verklaarbaar. De triomfantelijkheid waarmee Potz zijn alibi presenteerde, stemt Pop tot wantrouwen.

Hoofdstuk 18. Die nacht heeft Pop de wacht en hoort de ijskast aanslaan alsof die net open is geweest. Ze vermoedt dat het tafelzilver daarin verborgen ligt en dat de dief het nu komt ophalen. Het blijkt echter dat de hongerige Potz de ijskast kwam plunderen, net als ten tijde van de diefstal.

Hoofdstuk 19. Howard arriveert. Wanda vertelt hem dat de drie tot de conclusie zijn gekomen dat hun werk nutteloos is. De Lord woont enkel in het kasteel omdat zijn vrouw dat wilde en zou beter weer een krant kunnen gaan leiden. Volgens Howard is het leuk voor Kiddy om leeftijdgenoten om zich heen te hebben, waarmee hij Kiddy's vermoeden bevestigt dat de drie in werkelijkheid waren aangenomen om een oogje op haar te houden. Dumdum wil het kasteel wel kopen om er een vakantiekamp van te maken. Ook biedt hij Wanda een baan aan: plaatsvervangend manager van een vakantiekamp aan zee. Dan komt Francis terug zonder de Lord. Die schijnt tijdens de rit gek geworden te zijn en heeft allerlei stunts uitgehaald, inclusief het verkopen van de Rolls Royce. Potz vindt het tafelzilver in de regenput, naar hij beweert met de wichelroede.

Hoofdstuk 20. Aan het slot blijkt Lord Birkenfoote iedereen op het verkeerde been te hebben gezet. Hij heeft Francis uitgetest en als schoonzoon in orde bevonden. Ook heeft hij het kasteel al een tijd terug verkocht, en wel aan de vader van Dumdun Oberon. Zelf heeft de Lord een schip gekocht en gaat een wereldreis maken. Ook doorziet hij Potz' truc om eerst het tafelzilver te verbergen en dit later met veel tamtam terug te vinden. Met en week salaris wordt de Duitser weggestuurd. Hoewel de drie na een week al klaar zijn met hun werk, krijgen ze elk voor twee maanden uitbetaald, dus 60 pond per persoon. Het is dan begin augustus en aangezien de vakantiekampen al eind september sluiten, moeten ze meteen door naar de Engelse kust om daar aan de slag te gaan.

## Drukgeschiedenis
De eerste druk werd in 1952 in een hardcoveruitgave gepubliceerd, met stofomslag van Frans Mettes, bij uitgeverij M. Stenvert en Zoon, Meppel.
Omstreeks 1980 verscheen een herdruk in een hardcoveruitgave op kleiner formaat bij uitgeverij Gradivus, 's-Gravenhage.